# Krabspinnen

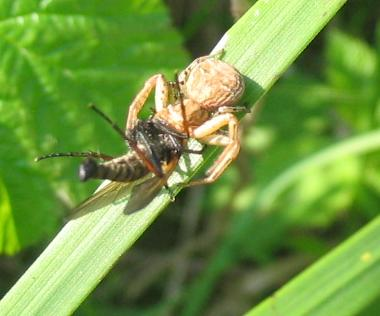
Een in België en Nederland voorkomende Xysticus-soort

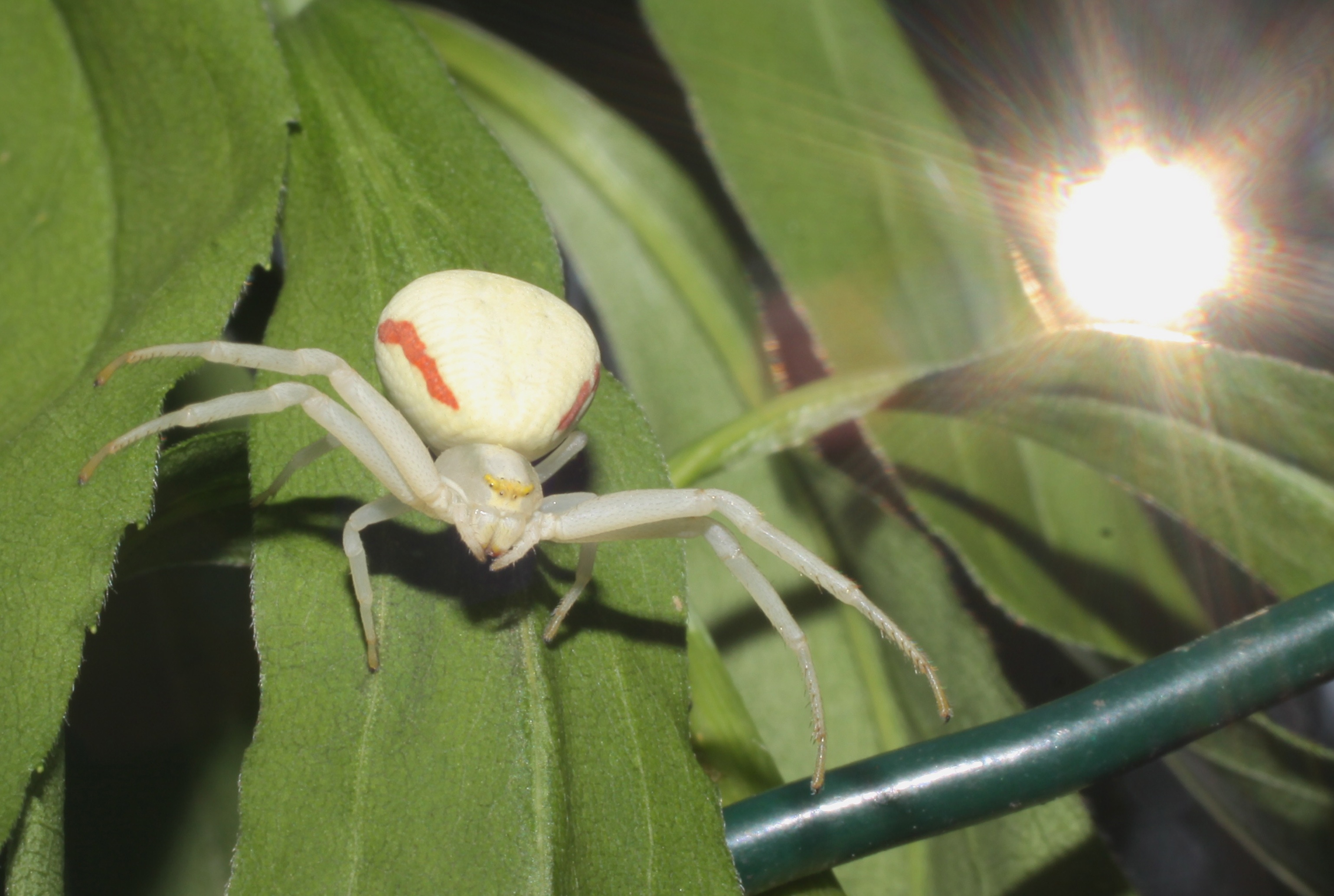
Krabspin in een Belgische tuin

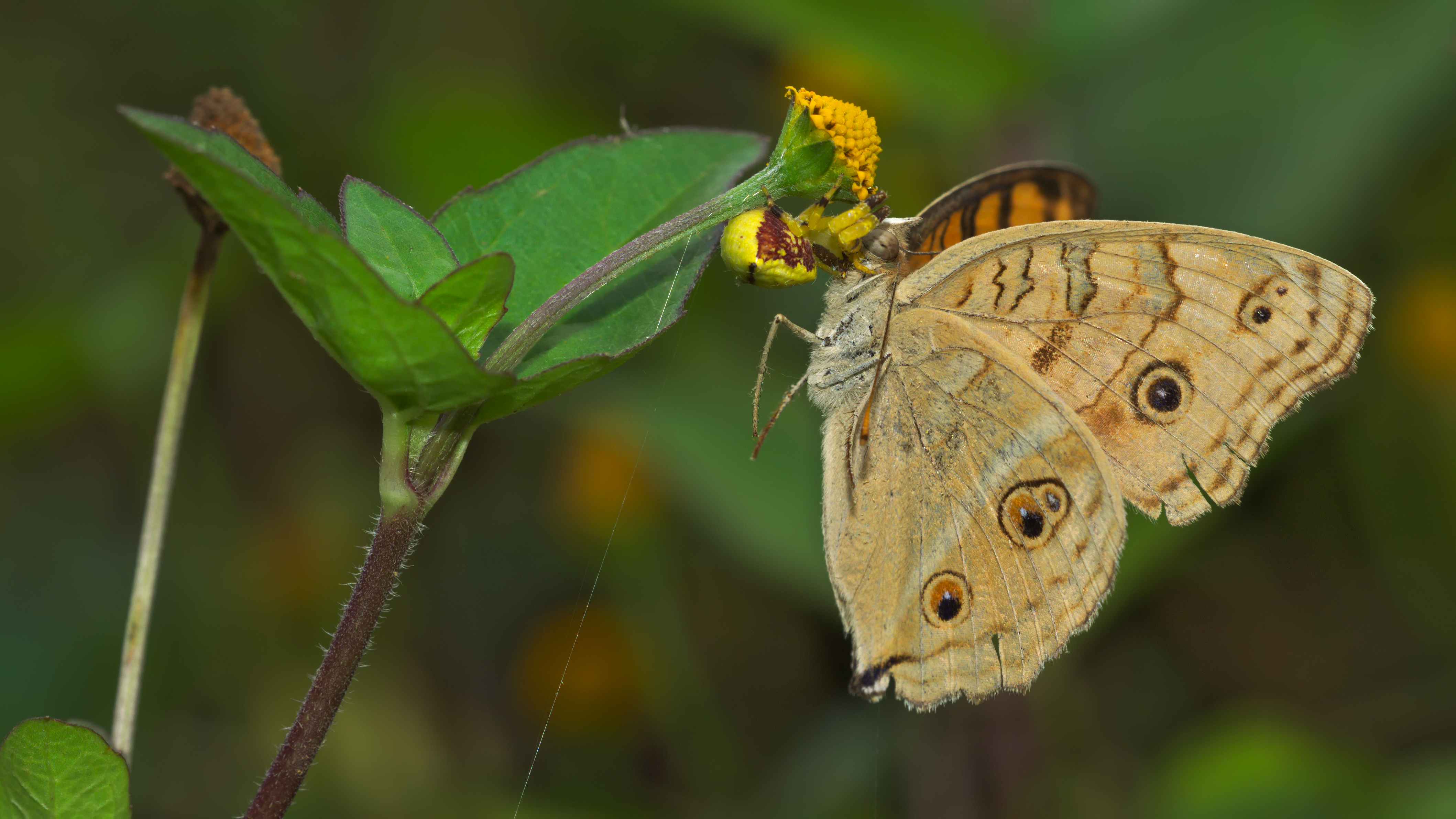
Een krabspin die een vlinder van de soort Junonia almana eet

Krabspinnen (Thomisidae) zijn een familie van spinnen.

## Taxonomie
Zie ook Lijst van krabspinnen.

## Kenmerken
De naam danken deze spinnen aan het eerste of soms tweede paar poten; deze zijn groter en langer en worden zijdelings uitgestoken net als veel krabben doen. Krabspinnen hebben echter geen scharen en kunnen zowel zijdelings als voorwaarts lopen. Ze hebben vaak een gedrongen gestalte, maar er zijn ook langwerpige varianten. De lichaamslengte varieert van 4 tot 14 mm. Ze hebben een cirkelvormig carapax en een kort en vaak afgerond achterlijf. De voorste twee pootparen zijn duidelijk groter en stekeliger dan de beide achterste.

## Leefwijze
Ze maken geen web maar produceren wel spinrag, dit wordt gebruikt om zich te verankeren op een bloem. Krabspinnen beschikken vaak over een goede camouflage en loeren op de prooi terwijl ze op een plant, meestal in een bloem, zitten. Als er een insect op de bloem komt, slaat de spin toe. Bij verstoring kruipen ze meestal onder de bloem of onder een blad, of ze dreigen door zich klein te maken en de poten naar voren te steken. Er zijn duizenden soorten krabspinnen en meerdere geslachten. Ze hebben vaak een sterk gif, waardoor ze grotere prooien, zoals bijen kunnen doden.
De kleuren hangen samen met de soort en dienen ter camouflage. Er zijn gele, groene en zelfs blauwe krabspinnen, die op het eerste gezicht erg opvallen. Omdat de felgekleurde soorten vaak in bloemen met dezelfde kleur leven, valt de felle kleur weg tegen de achtergrond. Sommige soorten gaan nog verder en hebben zelfs een lichaamsvorm die op bijvoorbeeld een jonge scheut lijkt, en de poten worden samengetrokken zodat deze niet meer zouden opvallen. Als een plantenetend insect echter iets te dichtbij komt, eet het scheutje het insect op in plaats van andersom. Ook zijn er soorten die in vleesetende planten leven.

## Voortplanting
De eieren worden afgezet in een platte eizak, die aan planten wordt vastgehecht en bewaakt door de moeder.

## Voorkomen
Het lichaam van de Nederlandse en Belgische soorten blijft meestal onder de centimeter; tropische soorten kunnen veel groter worden. De meest voorkomende soort in Nederland en België is de gewone kameleonspin (Misumena vatia), die een lichaamslengte heeft van 10 mm. Deze soort komt in verschillende kleurvormen voor, meestal geel of wit. Ze nemen de kleur van hun gastheerbloem aan.

## Indeling
Er zijn zes geslachten en ongeveer 60 tot 70 soorten die in Nederland voorkomen. Krabspinnen worden verdeeld in 7 onderfamilies:
- Aphantochilinae
- Bominae
- Dietinae
- Stephanopinae
- Stiphropodinae
- Strophiinae
- Thomisinae (Echte krabspinnen) - het voorste paar poten is meestal langer dan de andere drie paar poten, de spin heeft meer beharing (setae) op het achterlijf.

## Geslachten
- Acentroscelus Simon, 1886
- Acrotmarus Tang & Li, 2012
- Alcimochthes Simon, 1886
- Amyciaea Simon, 1886
- Angaeus Thorell, 1881
- Ansiea Lehtinen, 2004
- Ansistaria Sherwood, 2022
- Aphantochilus O. Pickard-Cambridge, 1871
- Apyretina Strand, 1929
- Australomisidia Szymkowiak, 2014
- Avelis Simon, 1895
- Bassaniana Strand, 1928
- Bassaniodes Pocock, 1903
- Boliscus Thorell, 1891
- Bomis L. Koch, 1874
- Bonapruncinia Benoit, 1977
- Boomerangiana Szymkowiak & Sherwood, 2021
- Borboropactus Simon, 1884
- Bucranium O. Pickard-Cambridge, 1881
- Camaricus Thorell, 1887
- Cebrenninus Simon, 1887
- Ceraarachne Keyserling, 1880
- Cetratus Kulczyński, 1911
- Coenypha Simon, 1895
- Coriarachne Thorell, 1870
- Corynethrix L. Koch, 1876
- Cozyptila Lehtinen & Marusik, 2005
- Crockeria Benjamin, 2016
- Cymbacha L. Koch, 1874
- Cymbachina Bryant, 1933
- Cynathea Simon, 1895
- Cyriogonus Simon, 1886
- Deltoclita Simon, 1887
- Demogenes Thorell, 1895
- Diaea Thorell, 1869
- Dietopsa Strand, 1932
- Dimizonops Pocock, 1903
- Diplotychus Simon, 1903
- Domatha Simon, 1895
- Ebelingia Lehtinen, 2004
- Ebrechtella Dahl, 1907
- Emplesiogonus Simon, 1903
- Epicadinus Simon, 1895
- Epicadus Simon, 1895
- Epidius Thorell, 1877
- Erissoides Mello-Leitão, 1929
- Erissus Simon, 1895
- Felsina Simon, 1895
- Firmicus Simon, 1895
- Geraesta Simon, 1889
- Gnoerichia Dahl, 1907
- Haedanula Caporiacco, 1941
- Haplotmarus Simon, 1909
- Hedana L. Koch, 1874
- Henriksenia Lehtinen, 2004
- Herbessus Simon, 1903
- Heriaesynaema Caporiacco, 1939
- Heriaeus Simon, 1875
- Heterogriffus Platnick, 1976
- Hewittia Lessert, 1928
- Hexommulocymus Caporiacco, 1955
- Holopelus Simon, 1886
- Ibana Benjamin, 2014
- Indosmodicinus Sen, Saha & Raychaudhuri, 2010
- Indoxysticus Benjamin & Jaleel, 2010
- Iphoctesis Simon, 1903
- Isala L. Koch, 1876
- Isaloides F. O. Pickard-Cambridge, 1900
- Kryptochroma Machado, 2021
- Lampertia Strand, 1907
- Latifrons Kulczyński, 1911
- Ledouxia Lehtinen, 2004
- Loxobates Thorell, 1877
- Loxoporetes Kulczyński, 1911
- Lycopus Thorell, 1895
- Lysiteles Simon, 1895
- Massuria Thorell, 1887
- Mastira Thorell, 1891
- Mecaphesa Simon, 1900
- Megapyge Caporiacco, 1947
- Metadiaea Mello-Leitão, 1929
- Micromisumenops Tang & Li, 2010
- Misumena Latreille, 1804
- Misumenoides F. O. Pickard-Cambridge, 1900
- Misumenops F. O. Pickard-Cambridge, 1900
- Misumessus Banks, 1904
- Modysticus Gertsch, 1953
- Monaeses Thorell, 1869
- Musaeus Thorell, 1890
- Mystaria Simon, 1895
- Narcaeus Thorell, 1890
- Nyctimus Thorell, 1877
- Ocyllus Thorell, 1887
- Onocolus Simon, 1895
- Ostanes Simon, 1895
- Oxytate L. Koch, 1878
- Ozyptila Simon, 1864
- Pactactes Simon, 1895
- Pagida Simon, 1895
- Parabomis Kulczyński, 1901
- Parasmodix Jézéquel, 1966
- Parastrophius Simon, 1903
- Parasynema F. O. Pickard-Cambridge, 1900
- Paratobias F. O. Pickard-Cambridge, 1900
- Pasias Simon, 1895
- Pasiasula Roewer, 1942
- Phaenopoma Simon, 1895
- Pharta Thorell, 1891
- Pherecydes O. Pickard-Cambridge, 1883
- Philodamia Thorell, 1895
- Philogaeus Simon, 1895
- Phireza Simon, 1886
- Phrynarachne Thorell, 1869
- Physoplatys Simon, 1895
- Pistius Simon, 1875
- Plastonomus Simon, 1903
- Platyarachne Keyserling, 1880
- Platythomisus Doleschall, 1859
- Poecilothomisus Simon, 1895
- Porropis L. Koch, 1876
- Prepotelus Simon, 1898
- Psammitis Menge, 1876
- Pseudamyciaea Simon, 1905
- Pseudoporrhopis Simon, 1886
- Pycnaxis Simon, 1895
- Pyresthesis Butler, 1880
- Rangkayo Dhiya'ulhaq & Benjamin, 2025
- Reinickella Dahl, 1907
- Rejanellus Lise, 2005
- Rhaebobates Thorell, 1881
- Runcinia Simon, 1875
- Runcinioides Mello-Leitão, 1929
- Saccodomus Rainbow, 1900
- Scopticus Simon, 1895
- Sidymella Strand, 1942
- Simorcus Simon, 1895
- Sinothomisus Tang, Yin, Griswold & Peng, 2006
- Smodicinodes Ono, 1993
- Smodicinus Simon, 1895
- Soelteria Dahl, 1907
- Spilosynema Tang & Li, 2010
- Spiracme Menge, 1876
- Stephanopis O. Pickard-Cambridge, 1869
- Stephanopoides Keyserling, 1880
- Stiphropella Lawrence, 1952
- Stiphropus Gerstaecker, 1873
- Strigoplus Simon, 1886
- Strophius Keyserling, 1880
- Sylligma Simon, 1895
- Synaemops Mello-Leitão, 1929
- Synalus Simon, 1895
- Synema Simon, 1864
- Tagulinus Simon, 1903
- Tagulis Simon, 1895
- Talaus Simon, 1886
- Tarrocanus Simon, 1895
- Taypaliito Barrion & Litsinger, 1995
- Tharpyna L. Koch, 1874
- Tharrhalea L. Koch, 1875
- Thomisops Karsch, 1879
- Thomisus Walckenaer, 1805
- Titidiops Mello-Leitão, 1929
- Titidius Simon, 1895
- Tmarus Simon, 1875
- Trichopagis Simon, 1886
- Ulocymus Simon, 1886
- Uraarachne Keyserling, 1880
- Wechselia Dahl, 1907
- Xysticus C. L. Koch, 1835
- Zametopina Simon, 1909
- Zygometis Simon, 1901

## In Nederland waargenomen soorten
- Genus: Coriarachne
  - Coriarachne depressa - (Platte krabspin)
- Genus: Cozyptila
  - Cozyptila blackwalli - (Middenstreepbodemkrabspin)
- Genus: Diaea
  - Diaea dorsata - (Groene krabspin)
- Genus: Ebrechtella
  - Ebrechtella tricuspidata - (Struikkameleonspin)
- Genus: Misumena
  - Misumena vatia - (Gewone kameleonspin)
- Genus: Ozyptila
  - Ozyptila atomaria - (Grote bodemkrabspin)
  - Ozyptila brevipes - (Witrugbodemkrabspin)
  - Ozyptila claveata - (Zwarte bodemkrabspin)
  - Ozyptila praticola - (Gewone bodemkrabspin)
  - Ozyptila pullata - (Kalkbodemkrabspin)
  - Ozyptila sanctuaria - (Bleke bodemkrabspin)
  - Ozyptila scabricula - (Mierbodemkrabspin)
  - Ozyptila simplex - (Bonte bodemkrabspin)
  - Ozyptila trux - (Grasbodemkrabspin)
  - Ozyptila westringi - (Kwelderbodemkrabspin)
- Genus: Pistius
  - Pistius truncatus - (Stompe krabspin)
- Genus: Synema
  - Synema globosum - (Blinkende krabspin)
- Genus: Thomisus
  - Thomisus onustus - (Bloemkrabspin)
- Genus: Tmarus
  - Tmarus piger - (Schorskrabspin)
- Genus: Xysticus
  - Xysticus acerbus - (Heidekrabspin)
  - Xysticus audax - (Tweelingkrabspin)
  - Xysticus bifasciatus - (Steppekrabspin)
  - Xysticus cristatus - (Gewone krabspin)
  - Xysticus erraticus - (Graskrabspin)
  - Xysticus ferrugineus - (Roestkrabspin)
  - Xysticus kempeleni - (Kempelins krabspin)
  - Xysticus kochi - (Kochs krabspin)
  - Xysticus lanio - (Boskrabspin)
  - Xysticus luctator - (Cambridges krabspin)
  - Xysticus luctuosus - (Woudkrabspin)
  - Xysticus ninnii - (Duinkrabspin)
  - Xysticus robustus - (Steenkrabspin)
  - Xysticus sabulosus - (Zandkrabspin)
  - Xysticus ulmi - (Moeraskrabspin)